# St Florence
St Florence è un centro abitato del Galles, situato nella contea del Pembrokeshire.

## Storia
St Florence risale all'epoca normanna ed esistono ancora resti di edifici del XVI e XVII secolo, con in evidenza camini fiamminghi, caratteristici del Pembrokeshire, che prendono il nome dai coloni fiamminghi della regione. Il fiume era navigabile con piccole imbarcazioni fino a San Firenze fino al XIX secolo, quando si interruppe a causa della bonifica locale. Il villaggio è una tappa nota nel tratto da Tenby a Whitland della Via Cistercense a causa del suo significato storico.